# Guerra huna (426-427)
La guerra huna entre los años 426 y 427 fue un conflicto bélico ocurrido en el Imperio romano de Occidente. Enfrentó a grupos de hunos establecidos en las provincias de Panonia Valeria y Panonia Primera contra un ejército imperial, probablemente dirigido por Félix y Ardaburio, en el marco de las campañas militares que se emprendieron para estabilizar la situación del Imperio occidental tras la guerra civil de los años 424 y 425.
Se tiene muy poca información sobre este conflicto; únicamente una reseña del conde Marcelino sobre el año 427 donde refiere que «Panonia, que había estado en poder de los hunos durante cincuenta años, fue recuperada por los romanos» y una indicación de Jordanes: «porque en el año duodécimo del reinado de Valia, cuando los hunos, después de casi cincuenta años de invadir Panonia, fueron expulsados por los romanos y los godos.» Esto ha hecho que su historia haya tenido que ser deducida de acuerdo a los acontecimientos generales durante esos años.

## Antecedentes
En el año 376, el emperador Valente autorizó la entrada dentro del Imperio oriental de un grupo de godos que huían de los hunos. La mala gestión de su recepción ocasionó un caos que fue aprovechado por otros grupos godos, alanos y hunos para entrar, igualmente, dentro del territorio imperial. Uno de estos, comandado por Alateo y Safrax, invadió las provincias occidentales de Panonia pero pudo ser vencido por el dux Valeriae Mayoriano en 379. No abandonaron, con todo, esa zona y el gobierno de Graciano optó por ofrecerles un asentamiento en 380, en el valle del río Drava, como soldados federados. Esto fue el inicio del progresivo abandono por el ejército romano de la frontera danubiana en Panonia y su sustitución por mercenarios bárbaros, en particular de origen huno y godo. La expansión del imperio huno hacia el oeste entre los años 410-420 y su presencia al norte del Danubio a la altura de Panonia, no hizo sino aumentar los grupos de esta etnia dentro de la provincia.

## Desarrollo
En 425, un ejército del Imperio oriental acabó con la usurpación de Juan a pesar de la ayuda que este había recibido de mercenarios hunos. El caos generado por la guerra civil fue aprovechado en la Galia por los visigodos para atacar Arlés y por los francos para invadir Germania Secunda. Mientras tanto, los hunos y godos de Panonia parece que, también, quedaron fuera de control.
Para volver a estabilizar la situación, Aecio se dirigió a la Galia mientras que un ejército combinado de fuerzas occidentales y orientales (que habían permanecido en Rávena tras derribar a Juan) partió hacia Panonia a finales de 426. Aunque las fuentes no indican expresamente quién lo dirigía, se estima que fueron Félix, a quién el gobierno de Constantinopla había dejado como mando supremo del ejército occidental, y Ardaburio, quien había comandado la campaña oriental que acabó con Juan. Había, igualmente, un interés especial por expulsarlos de las provincias romanas debido el papel que un ejército de esta etnia había jugado durante la guerra civil. Parece, además, que un objetivo adicional fue la protección de la importante ciudad de Sirmio que, aunque situada dentro del territorio occidental, comenzó a ser controlada de facto por el Imperio oriental.
La mención que hace Jordanes sobre la intervención goda ha hecho deducir que los romanos consiguieron que grupos de ese pueblo, quienes actuaban entonces en la provincia como aliados de los hunos, se cambiasen de bando y se uniesen a ellos a cambio de permitirles su posterior asentamiento en Tracia. Sin la ayuda goda, los contingentes hunos poco pudieron hacer ante el ataque romano y tuvieron que abandonar la provincia para refugiarse al otro lado del Danubio, dentro del territorio que estaba controlado por el Imperio huno.

## Consecuencias y acontecimientos posteriores
Si el Imperio occidental esperaba reforzar la frontera danubiana de Panonia con sus propias tropas en sustitución de los contingentes foederati hunos y godos, sus aspiraciones se vieron frustradas por los acontecimientos de los siguientes años que le obligaron destinar su capacidad militar a otros frentes: ese mismo 427, Félix intentó acabar con Bonifacio y provocó una nueva guerra civil; en 429, los vándalos invadieron la diócesis de África mientras que Aecio tuvo que hacer frente en 430 a los alamanes jutungos en Recia y en 431 a los francos en el Rin. Finalmente, la falta de refuerzos en las provincias panónicas permitió a los hunos volver a asentarse en ellas paulatinamente de tal manera que, para 433, Aecio tuvo que reconocerles su posesión a cambio de ayuda militar.